# Трінус Федір Петрович
Трі́нус (Три́нус) Фе́дір Петро́вич (25 лютого 1924 — 23 травня 2013) — український науковець у галузі токсикології та фармакології, член-кореспондент Академії медичних наук України (обраний 5 квітня 1993 р. за спеціальністю токсикологія), член-кореспондент РАМН (1984 р.), член-кореспондент HAH України (1992 р.), доктор медичних наук (1965 р.), професор (1969 р.), лауреат Державної премії УРСР в галузі науки і техніки (1976 р.), Заслужений діяч науки та техніки України (1981 р.), головний науковий співробітник, завідувач відділу протизапальних та аналгезуючих засобів Інституту фармакології та токсикології АМН України (1987 р.).

## Біографія
Народився 25 лютого 1924 року в с. Старий Любар на Житомирщині. Батьки, Петро Васильович та Анастасія Павлівна виростили і виховали 7 дітей.
В 1941 р. закінчив з відзнакою Житомирську фармацевтичну школу, почав працювати в сільській аптеці, а згодом став начальником аптеки в м. Романів.
Був учасником Німецько-радянської війни (по 9 березня 1944 року), брав участь у партизанському рухові, неодноразово відзначився при виконанні складних завдань, під час одного з них був тяжко поранений.
У 1952 році закінчив Київський медичний інститут з червоним дипломом. У стінах цього ж інституту, на кафедрі фармакології, пройшов шлях від аспіранта (1952) до доктора (1965) під керівництвом академіка О. І. Черкеса.
Від 1965 року керував лабораторією фармакології Науково-дослідного інституту фармакології і токсикології, а в 1968–1987 роках — директор цього інституту.
З 1987 року завідував відділом Інституту фармакології і токсикології Академії медичних наук України. У різні роки очолював Українське наукове товариство фармакологів, Республіканську проблемну комісію «Фармакологія», Міжвідомчу секцію Академії наук і МОЗ України із лікарських препаратів, був головним токсикологом України, головним науковим співробітником Державного фармакологічного центру, заступником голови та членом президії вченої медичної ради МОЗ України, член-кореспондент трьох академій наук, член редакційної ради 2 журналів, член Спеціалізованої ради при Інституті фармакології та токсикології Академії медичних наук України.
Помер 23 травня 2013 року.

## Наукова діяльність
В 1956 році захистив кандидатську дисертацію, яка була присвячена вивченню перетворень сульфаніламідів в організмі при різних рівнях обміну речовин.
Надалі Ф. П. Трінуса захоплює проблема механізмів дії судинних засобів. Багатопланові дослідження в цьому напрямку знайшли своє відображення у докторській дисертації (1965) та в багатьох публікаціях.
У 70-х роках під керівництвом Ф. П. Трінуса набуває подальшого розвитку один із розділів токсикології — антидотологія. На основі фундаментальних досліджень було визначено перспективні шляхи пошуку засобів фармакотерапії інтоксикацій, розроблено і впроваджено в медичну практику оригінальні антидотні засоби — антиціан і фіцілін, а також створено раціональні схеми лікування інтоксикацій, розроблено нову класифікацію антидотів. Паралельно продовжуються роботи по вивченню тонких механізмів дії та пошук протипухлинних засобів серед алкіляторів та інших класів хімічних сполук, за що Ф. П. Трінусу разом з групою співробітників Інституту було присуджено Державну премію УРСР у галузі науки і техніки(1976).
Ф. П. Трінусом були започатковані дослідження з фармакології нестероїдних протизапальних засобів. Він висунув медіаторно-мембранну теорію механізму дії протизапальних засобів, яка одержала переконливе експериментальне підтвердження і визнання фахівців.
Протягом багатьох років Ф. П. Трінус очолював Всесоюзну проблемну комісію з фармакології нових протизапальних засобів. Вагомим здобутком цього періоду було створення і впровадження нових активних антифлогістиків (мефенамінова  кислота, мефенаміну  натрієва  сіль, піримідант, амізон).
Ф. П. Трінус — автор понад 400 наукових праць, серед них монографії російською мовою «Нестероидні протизапальні засоби» (1975 р.), «Фармакологічна регуляція запалення» (1987 р.), «Фармакотерапевтичний довідник» який має 9 видань, 165 авторських свідоцтв, 5 патентів. Ці роботи й нині користуються популярністю серед медичних спеціалістів.
Серед учнів Ф. П. Трінуса — 10 докторів і 16 кандитатів наук.

## Нагороди
Федора Петровича Трінуса нагороджено орденами «Жовтневої революції», «Вітчизняної війни» І ступеня, «Знак Пошани» та 9 медалями, серед них — «За відвагу» і «Захиснику Вітчизни».

## Основні праці
- Фармакологический справочник. Витримав 8 видань (8‑е вид. — К., 1998).
- Нестероидные противовоспалительные средства: Монография. — К., 1975 (співавт.).
- Фармакологическая регуляция воспаления: Монография. — К., 1975 (співавт.).
- Методические рекомендации по экспериментальному (доклиническому) изучению нестероидных противовоспалительных фармакологических веществ / Ф. П. Тринус, Б. М. Клебанов, В. И. Кондратюк. — М., 1983. — 16 с.
- Методы скрининга фармакологического изучения противовоспалительных, анальгезирующих и жаропонижающих средств: Метод. указания. — К., 1983. — 27с.
- Квантово-хімічний аналіз механізму дії неопіатного анальгетику «Амізон» // Журнал АМН України. — 2001, Т. 7. — № 2 (співавт.)
- Фармакокінетика і фармакодинаміка нового неопіоїдного анальгетику піродазолу при в/м введенні // Ліки. — 2002. — № 5-6 (співавт.).